# Hermathena candidata
Hermathena candidata är en fjärilsart som beskrevs av William Chapman Hewitson 1874. Hermathena candidata ingår i släktet Hermathena och familjen Riodinidae. Inga underarter finns listade i Catalogue of Life.

## Bildgalleri

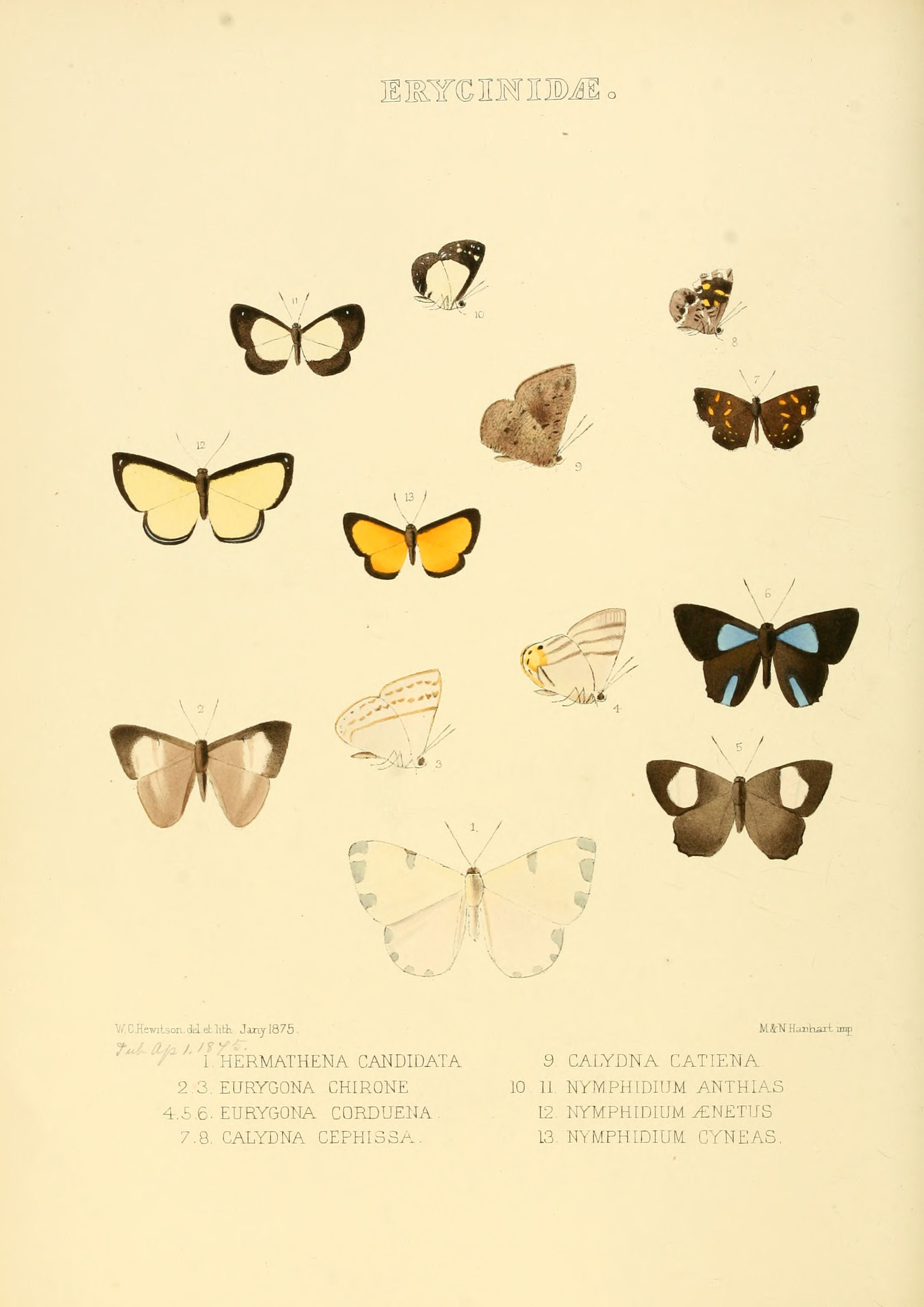